# Ilattia tecta
Ilattia tecta är en fjärilsart som beskrevs av Augustus Radcliffe Grote 1876. Ilattia tecta ingår i släktet Ilattia och familjen nattflyn. Inga underarter finns listade i Catalogue of Life.